# Louis III. de Châtillon
Louis III. de Châtillon († 15. Juli 1391) war Graf von Dunois und Herr vom Romorantin. Er war der Sohn von Guy II. de Châtillon, Graf von Blois, und Maria von Namur.
Er heiratete am 29. März 1386 in Bourges Maria (* wohl 1367; † Juni 1434 in Lyon), seit 1370 Herzogin von Auvergne, Tochter von Jean de Valois, duc de Berry.
Er war der einzige Sohn und Erbe der Grafschaft Blois. Er starb vor seinem Vater und war zudem kinderlos, so dass das Haus Châtillon in dieser Linie nicht fortgesetzt wurde. Nach dem Tod seines Vaters 1397 kaufte Herzog Louis de Valois, duc d’Orléans den Erben Guys II. die Grafschaften Blois und Dunois für 200.000 französische Kronen ab.
Seine Witwe heiratete ein halbes Jahr nach seinem Tod, am 27. Januar 1392, Philippe d’Artois, Graf von Eu, der im gleichen Jahr zum Connétable von Frankreich ernannt wurde.
| Personendaten    | Personendaten                                            |
| ---------------- | -------------------------------------------------------- |
| NAME             | Louis III. de Châtillon                                  |
| ALTERNATIVNAMEN  | Louis III. de Blois-Châtillon; Ludwig III. von Châtillon |
| KURZBESCHREIBUNG | Graf von Dunois und Blois                                |
| GEBURTSDATUM     | 14. Jahrhundert                                          |
| STERBEDATUM      | 15. Juli 1391                                            |